# Етномастозоологія
Етномастозоологія — розділ етнозоології, який досліджує екологічні і культурні взаємозв'язки між людиною і ссавцями. Етномастозоологія має найбільшу кількість наукових публікацій серед інших розділів етнозоології.